# 法国世纪俱乐部
法国世纪俱乐部（Le Siècle）是由乔治·贝拉尔-盖林（Georges Bérard-Quélin）于1944年成立的，宗旨在于汇集法国社会领导层的各界精英代表。

## 历史
该俱乐部是在二十世纪第二次世界大战结束时由乔治·贝拉尔-盖林为主的抵抗德军的勇士们成立，旨在超越左-右各党派的鸿沟汇集各方“精英”。其总部设在巴黎第一区歌剧院大街13号，理事会由15至16人组成。
它是历史和政治社会学所称的精英们的“社交空间”：有高层政府官员，左右各党派的政治家，商界领袖，出版界和各大媒体的杰出代表。2011年1月1日，该俱乐部有751名正式成员和159名待纳为成员的候选人。1949-1983年期间，妇女被禁止进入。

## 组织方式
法国世纪俱乐部的招聘审核极端严格。每月一次，理事会严格审核每个申请者的资料。实际上没有人可以自发申请，而是由俱乐部的两名成员保荐，其中一名必须是理事会会员。 接纳与否通过投票决定，每个理事会会员拥有1个黑球（拒绝）和1个白球（接收），每个黑球顶两个白球。原则上要有67％的白球投票才可通过，但实际上只要有3个黑球就等于拒绝，以免造成内部关系紧张。被接受的候选人还不是正式成员，而是作为“邀请嘉宾”接受一年（甚至数年）的考验，此后会被重新审核决定被接纳或拒绝作为正式成员。获取成员资格的年龄限制是60岁，超过65岁、或失去所有职权、或声誉不利的成员将退出俱乐部。
该俱乐部成员于每月的最后一个周三（每年10次）聚餐于法国汽车俱乐部(位于巴黎协和广场Crillon酒店)：晚上8点至9点设开胃酒，晚上9点至10点45分是晚餐，8人一桌，每桌有一人主持辩论。晚餐后，自愿者可继续在酒吧里谈论。晚餐中的话题是正规有限制的，但晚餐前后的谈论话题是自由的。
2011年3月，埃马纽埃尔·拉蒂尔 （Emmanuel Ratier）出版了名为“权力的核心：对法国最有权势的俱乐部的调查”一书的新版本，共七百多页，对俱乐部的由来、组织方式和两千多名原有、现有的成员做了详细介绍。

## 成员名单
- 让-弗朗索瓦·高备（Jean-François Copé）：现右派党主席，原预算部长
- 拉士达·达蒂（Rachida Dati）：现欧洲议会议员，巴黎七区市长，原司法部长
- 洛朗·法比尤斯（Laurent Fabius）：原法国总理，现外交部长
- 弗朗索瓦·菲永（François Fillon）：前法国总理
- 弗朗索瓦·奥朗德（François Hollande）：现法国总统，原社会党主席
- 利昂内尔·若斯潘（Lionel Jospin）：原法国总理，原社会党主席
- 帕斯卡尔·拉米（Pascal Lamy）：世贸组织主席，原财政部监察长
- 皮埃尔·莫斯科维奇（Pierre Moscovici）：现财经部长
- 让-皮埃尔·拉法兰（Jean-Pierre Raffarin）：原法国总理，上参议员
- 尼古拉·萨科齐（Nicolas Sarkozy）：前法国总统，前右派党主席
- 多米尼克·斯特劳斯-卡恩（Dominique Strauss-Kahn）：前国际货币基金组织主席，原财经部长
- 让-克洛德·特里谢（Jean-Claude Trichet）：前欧洲央行主席，原金库主任

- 让-保罗·阿贡（Jean-Paul Agon）：欧莱雅集团总裁
- 黛尔菲娜·阿尔诺（Delphine Arnault）：LVMH集团董事会员，贝尔纳·阿尔诺的女儿
- 克劳德·贝贝阿（Claude Bébéar）：前AXA集团董事长，蒙田研究所（Institut Montaigne）所长
- 达尼尔·布顿（Daniel Bouton）：兴业银行前董事长，原预算部主任
- 蒂埃里·布雷顿（Thierry Breton）：源讯公司总裁，原财经部长
- 让-皮埃尔·柯拉马帝（Jean-Pierre Clamadieu）：苏威集团总裁
- 塞尔日·达索 （Serge Dassault）：原达索集团主席，包括达索系统、达索航空
- 路易·加卢瓦 （Louis Gallois）：前EADS集团主席，包括空中客车等子公司
- 丹尼斯·凯斯勒（Denis Kessler）：Scor保险公司总裁, 原世纪俱乐部主席
- 毛利斯·莱维（Maurice Lévy）：阳狮集团总裁
- 卢克·乌塞尔 （Luc Oursel）：现阿海珐集团总裁
- 米歇尔·佩伯罗（Michel Pébereau）：法国巴黎银行前总裁
- 纪尧姆·佩皮 (Guillaume Pépy）：法国国家铁路集团总裁
- 让·佩尔勒瓦德（Jean Peyrelevade）：原苏伊士银行总裁，原斯特恩银行总裁，原里昂信贷银行总裁
- 阿兰·德·波兹尔哈克 （Alain de Pouzilhac）：原哈瓦斯通讯社总裁
- 爱德华·德·罗斯柴尔德（Edouard de Rothschild）：银行家和商业家
- 路易·施魏策尔（Louis Schweitzer）：雷诺前董事长，前高级管理局主席

- 让-玛丽·克隆巴尼（Jean-Marie Colombani）：原“世界报 (法国)”主编
- 米歇尔·柯塔（Michèle Cotta）：原第二电视台总经理，俱乐部第一位女成员
- 塞尔日·竺历（Serge July）：“解放报”创始主编
- 帕特里克·普瓦夫尔·德·阿尔沃（Patrick Poivre d'Arvor）：原第一电视台新闻主持人
- 大卫·普哈达斯（David Pujadas）：第二电视台新闻主持人
- 菲利普·维林（Philippe Villin）：原“费加罗报”主席，原“法国晚报”主席

成员名单参见“世纪俱乐部晚宴：权力精英的聚会”、“实事和资料: 世纪俱乐部 2010年5月 N°295”、“世纪俱乐部餐桌上的权势”和“权力的核心”一书。